# ماراتن تارتو
ماراتن تارتو (استونیایی: Tartu maraton) مسابقات اسکی صحرانوردی در شهر تارتو، استونی می‌باشد که از سال ۱۹۶۰ تاکنون به صورت سالانه برگزار میشود.
در ابتدا مسیر این رقابت از شهر تارتو تا کاریکو و رود یخ‌زده امایوگی بود اما امروزه مسیر مسابقه به طول ۶۳ کیلومتر از اوتپا تا الوا است.